# Jovem Pan FM Rio de Janeiro
Jovem Pan FM Rio de Janeiro foi uma emissora de rádio brasileira sediada no Rio de Janeiro, capital do estado homônimo. Operava no dial FM, na frequência 102.9 MHz, concessionada na cidade de Niterói. Esta foi a última passagem da emissora na cidade, sendo que anteriormente já atuou em frequências das rádios Fluminense FM e Mix FM Rio de Janeiro.

## História

### Antecedentes
Antes de atuar em FM 102.9 MHz, a Jovem Pan FM teve passagem pela frequência onde atuou a Fluminense FM. A emissora estreou em 30 de setembro de 1994 e o projeto durou até junho de 2000, quando o Grupo O Fluminense voltou a seguir independentemente na frequência e lançou a Jovem Rio, estação nos mesmos moldes da rede anterior. Posteriormente, a Jovem Pan reestreou na cidade em 30 de dezembro de 2000 através da frequência FM 102.1 MHz. O novo projeto passou a ser comandado pelo Grupo Dial Brasil, que arrendou a antiga Rádio Imprensa. No entanto, desentendimentos com a filial paulista fizeram com que a parceria durasse até 30 de janeiro de 2007. Atualmente, a estação atua como Mix FM Rio de Janeiro.
A FM 102.9 MHz foi lançada como Rádio Cidade em 1977 e fez muito sucesso até os anos 1990, quando a Rede Cidade foi desativada. A partir dos anos 2000, a Cidade fez parte da Rádio Rock, rede liderada pela 89 FM A Rádio Rock de São Paulo. A partir de 2006, passou a integrar as extintas redes Oi FM e, quando esta foi extinta, integrou a Rede Verão.

### Divulgação e inauguração
A inauguração da Jovem Pan Rio aconteceu no dia 7 de março de 2012, após dois adiamentos (seria em 1º de março, dia de aniversário do Rio, adiado para 5 de março, uma segunda-feira), pontualmente ao meio-dia com a abertura do Pânico. Após o spot de abertura da retransmissora, integrantes do programa comemoram o retorno ao Rio, com vivas e, claro, provocações em cima da "coirmã" Mix FM, emissora que entrou no ar após a saída da Pan em FM 102.1 MHz.
A divulgação não foi extensamente intensa, apenas por sites de notícias especializadas em mídia, mas desde antes da fundação existem perfis oficiais da emissora no Twitter e Facebook e da meia-noite de 1º de março ao meio-dia de 7 de março, houve transmissão experimental de músicas comuns na Jovem Pan, sem vinhetas de identificação de emissora. A emissora era vice-líder de audiência no segmento jovem/pop do Rio de Janeiro.
No dia 20 de março de 2013, o cantor Latino assinou um contrato firmando sociedade com os proprietários da emissora. Ele afirmou não atuar artisticamente, focando apenas o setor comercial da rádio.

### Encerramento
No dia 11 de outubro de 2013, a Jovem Pan encerra suas atividades na capital fluminense por causa da falência da Biz Vox, empresa que mantinha a emissora.

## Programas
- Manhã da Pan
- 7 Melhores Jovem Pan
- Uma Atrás da Outra (Antigo Sequencia Máxima)
- Programa Panico
- Hit Parade Brasil
- Set List Jovem Pan
- Festa Pan
- Missão Impossivel
- Ritmo da Noite
- Só As Melhores Jovem Pan
- Dance Paradise
- Curtidas da Pan Especial (Somente na versão web)
- Charme Pan
- entre outros

### Quadros
Drive Pan - É um quadro onde a equipe da Pan comparece em qualquer parte da capital e Região Metropolitana do Rio, distribuindo adesivos pro motoristas e premios, se os motoristas estiverem com o adesivo da Jovem Pan no vidro;
Song Pan - É uma competição musical, que acontece em varias praças e é durante a semana, onde o ouvinte treina no celular da radio e quando a radio liga, o ouvinte tem 3 opções escolhidas simultaneamente no computador da radio, e a pessoa tem que acertar as musicas, se o oponente acertar mais musicas e em menos tempo, assume a liderança até Domingo, quando é declarado o vencedor;
Pan Sports - É um boletim informativo esportivo apresentado pela Aline Bordalo, onde informa noticias sobre futebol e de outros esportes;
Conexão Jovem Pan - É um boletim de celebridades apresentado pela Tina Roma, diretamente da matriz, informando sobre o mundo das celebridades e as novidades musicais;
Bizú da Pan - É um quadro, apresentado pela Kenia Sommerfeld, onde mostra as curiosidades da cidade do Rio;
Partiu Jovem Pan - Apresentado pela Gigi de Oliveira, é um quadro onde mostra os points e os eventos por toda a cidade;
Rota de Fuga - É um boletim informativo, onde informa sobre o transito na Capital e no Estado, atraves do reporter Cadu;

## Equipe

### Locutores
- Audren de Azevedo
- Carlos Alberto Vasconcellos
- Carlos Cassino
- Demmy Morales
- Edson Paes
- Manoela Caiado

### Ex-locutores
- Serginho Bittencourt (Serginho Bitenka)
- Wagner Torres
- Celso Badaue